# Соколово-Брідська сільська рада
Соколово-Брідська сільська рада — колишня адміністративно-територіальна одиниця та орган місцевого самоврядування у Сквирському і Попільнянському районах Білоцерківської округи, Київської та Житомирської областей Української РСР з адміністративним центром у селі Соколів Брід.

## Населені пункти
Сільській раді на час ліквідації були підпорядковані населені пункти:
- с. Соколів Брід.

## Історія та адміністративний устрій
Створена 8 грудня 1925 року відповідно до рішення ЦАТК (протокол № 22), в с. Соколів Брід Паволоцької сільської ради Сквирського району Білоцерківської округи. 17 лютого 1935 року, відповідно до постанови Президії ЦВК Української СРР «Про склад нових адміністративних районів Київської області», сільську раду передано до складу Попільнянського району Київської області.
Станом на 1 вересня 1946 року сільська рада входила до складу Попільнянського району Житомирської області, на обліку в раді перебувало с. Соколів Брід.
Ліквідована 11 серпня 1954 року, відповідно до указу Президії Верховної ради Української РСР «Про укрупнення сільських рад по Житомирській області», територію ради та с. Соколів Брід приєднано до складу Паволоцької сільської ради Попільнянського району Житомирської області.